# قبيلة أرتيجا
قبيلة أرتيقة قبيلة عربية هاشمية في سواكن السودان. أتوا من حضرموت قبل حوالي ثمانية قرون، واستقروا بالقرب من طوكر. يقال أن الاسم يعني «أرستقراطي» 
أصبحوا أمراء سواكن منذ 664 هـ تحت حكم المماليك والخلافة العثمانية. كانوا جميعًا من أتباع محمد أحمد المهدي وخليفته عبد الله التعايشي في الثورة المهدية (1883-1898)